# Marchwica pospolita
Marchwica pospolita (Mutellina purpurea (Poir.) Reduron, Charpin & Pimenov) – gatunek rośliny należący do rodziny selerowatych. Występuje w górach Europy Środkowej – od Francji po Ukrainę, na północy po Niemcy i Polskę, a na południu sięgając do Włoch i Grecji. W Polsce występuje w Tatrach, na Babiej Górze, Turbaczu i w Sudetach. Podawany był też z Bieszczadów, ale jego występowanie tam jest niepewne.

## Morfologia

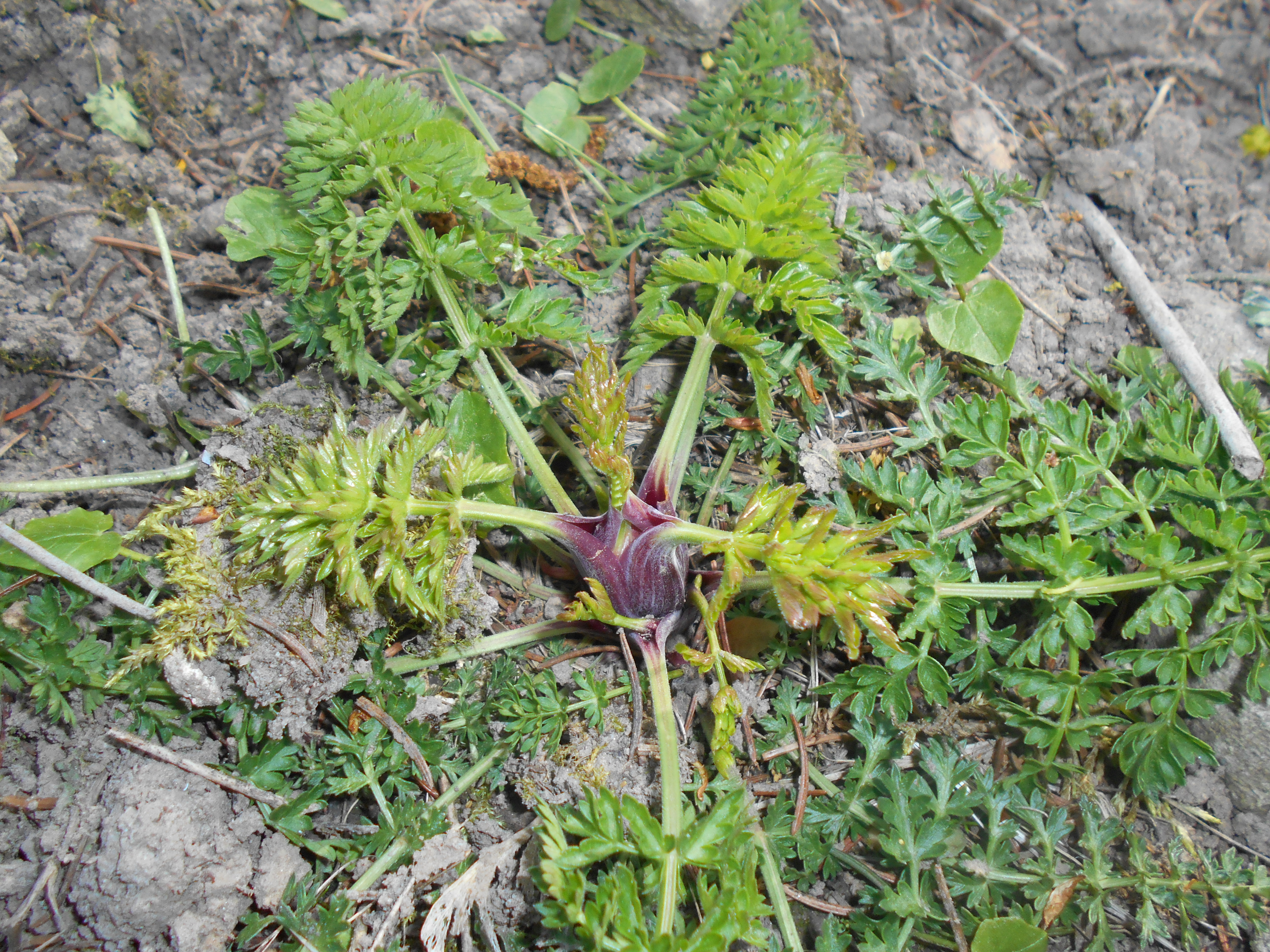
Liście

ŁodygaWzniesiona i rozgałęziona, naga, obła, żeberkowana, soczyście zielona. Osiąga wysokość 5–50 cm. Jej nasada otoczona jest tuniką brązowawych włókien.
LiścieZłożone, w zarysie trójkątne, 2-3-krotnie pierzastosieczne, długoogonkowe, nagie. Lancetowate odcinki liścia mają szerokość 0,5–1 mm. Przypominają swoim wyglądem liście marchwi i stąd pochodzi polska rodzajowa nazwa rośliny.
KwiatyDrobne, białe, różowe lub różowopurpurowe, zebrane w baldach złożony składający się przeważnie z 7–10 baldaszków. Pokrywki wąskie, obłonione, biało obrzeżone.
OwocPodłużnie jajowate, żeberkowane niełupki o długości (4)5–6 mm. Bruzdy 3–5 smugowe, smugi wyraźnie widoczne.
KorzeńWrzecionowaty, palowy.

## Biologia i ekologia
Bylina. Kwitnie od czerwca do lipca lub do sierpnia. Siedlisko: Hale wysokogórskie, murawy, wśród kosodrzewiny, na polanach, w borówczyskach. Rośnie zarówno na podłożu wapiennym, jak i niewapiennym. W Tatrach występuje aż po piętro turniowe, główny obszar jej występowania stanowi piętro kosówki i piętro halne.